# 왕메이후이
왕메이후이(중국어 정체자: 王美惠, 병음: Wáng Mêihùi, 한자음: 왕미혜, 1965년 4월 15일 ~ )는 타이완의 정치인으로, 2020년 자이시 선거구의 입법위원으로 당선된다.